# Гоголів (річка)
Гоголів, Гоголева — річка в Україні, у Броварському районі Київської області. Права притока Трубежа (басейн Дніпра).

## Опис
Довжина річки приблизно 13,5 км.

## Розташування
Бере початок у селі Гоголів. Тече переважно на південний схід і на південному сході від Русанів впадає у річку Трубіж, ліву притоку Дніпра.